# 완전변태

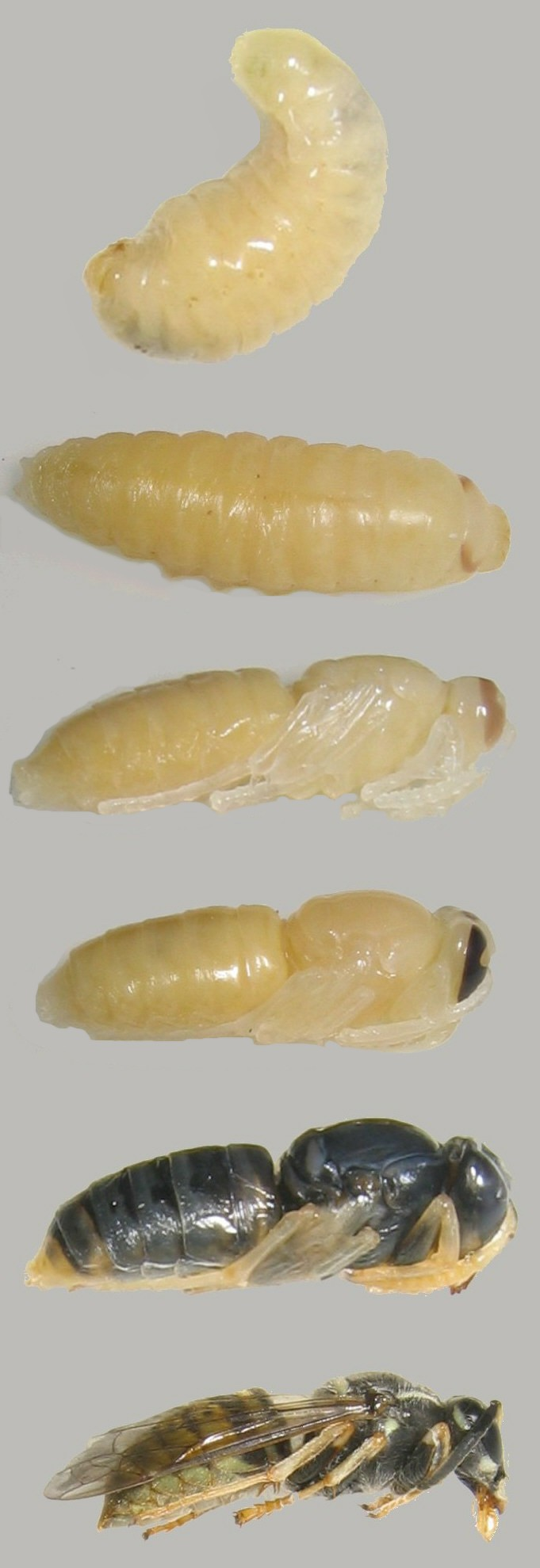
완전변태 생물인 와습의 생물기 사진. 알은 나와있지 않다.

완전변태(holometabolism, complete metamorphosis)는 4가지 생물기(알, 유생, 번데기, 어른벌레)를 포함하는 곤충 발달의 한 형태이다. 완전변태는 내시류의 모든 곤충의 후손형질적 기질이다. 유생, 번데기 등 미성숙 단계의 곤충은 어른벌레와 매우 다르게 생겼으며, 몇몇 곤충종은 완전변태를 통해 유생과 어른벌레의 생태적 지위를 다르게 만들어 경쟁을 막는다. 완전변태 곤충은 각 생물기의 형태와 습성이 다르다. 예를 들어 유생의 특징은 섭취, 성장, 발생에 집중되어 있고, 어른벌레는 이동, 짝짓기, 산란에 집중되어 있다. 완전변태와 다른 곤충 발달의 형태로는 무변태와 불완전변태가 있다.

## 생물기
완전변태는 4가지 생물기가 존재하며, 각각 고유한 형태와 습성을 가지고 있다.

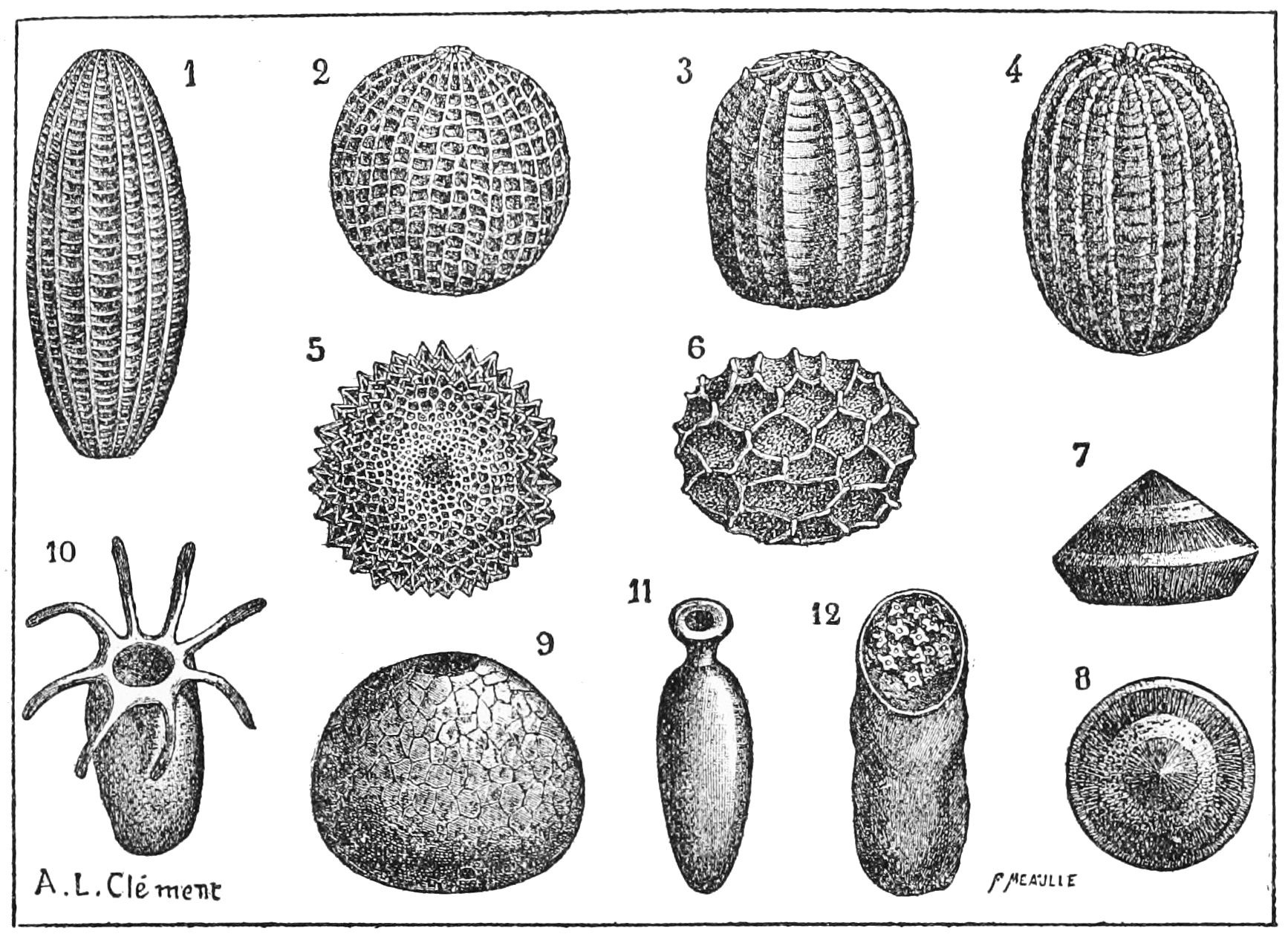
다양한 곤충 알.

### 알
완전변태 곤충 생물기의 첫번째 단계는 알이다. 알에서는 단세포가 세포분열을 하며 이후 유생으로 부화를 한다. 몇몇 곤충종은 짝짓기 없이 처녀생식이나 홑두배수성을 통해 번식을 한다. 곤충 알은 보통 며칠 안에 부화를 하기 때문에, 이 단계는 매우 짧다. 하지만 몇몇 곤충 알은 극단적 환경을 피하기 위해 최대 몇달간 동면이나 휴면을 할 수 있다. 체체파리나 진딧물과 같은 곤충은 산란 이전에 부화가 일어난다.

### 유생

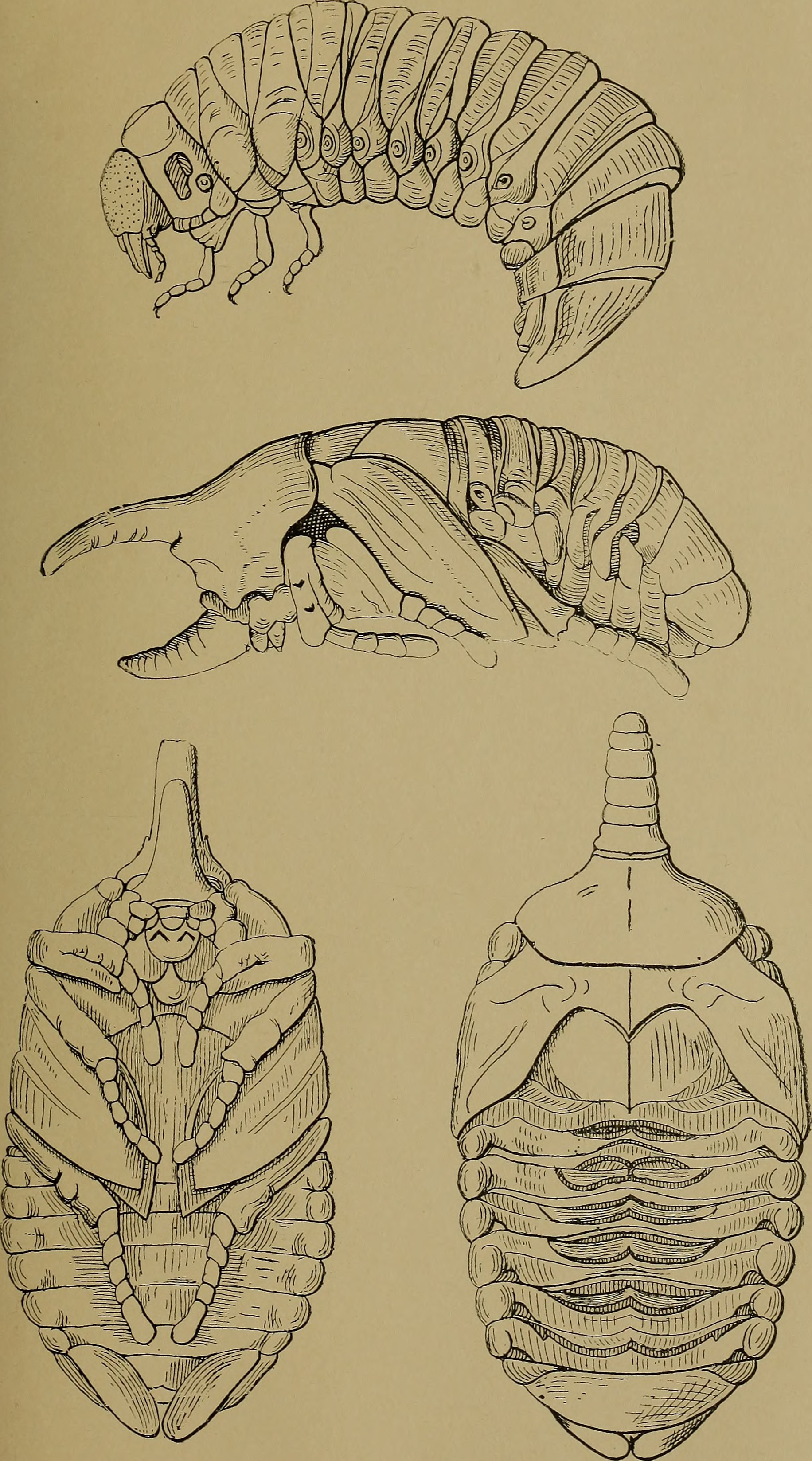
장수풍뎅이의 Scarabaeiform 유생과 나용(裸蛹).

완전변태 곤충 생물기의 두 번째 단계는 유생이다. 많은 어른벌레는 유생의 먹이 바로 위에 알을 산란하여 유생이 부화 직후 먹이 섭취 활동을 하게 한다. 유생은 날개가 없으며, 눈의 구조가 단순하다. 유생은 다음과 같이 형태에 따라 분류할 수 있다.
- Elateriform: 주로 딱정벌레목 방아벌레과(Elateridae)의 유생이 속한다.
- Eruciform: 나비목 혹은 잎벌아목의 모충이 속한다. 긴뿔파리류등 몇몇 곤충종은 다리가 없으며, 이는 apodous eruciform라 부른다.
- Scarabaeiform: 풍뎅이과(Scarabaeidae)의 유생이 속하며, 머리 부분이 단단하다.
- Vermiform: 구더기와 같이 생긴 유생을 일컬으며, 모기아목 곤충 유생 대부분이 이에 속한다.
- Campodeiform: 길고 납작하며 복잡한 다리를 가진 긴꼬리벌레(Campodea)와 비슷하게 생긴 유생이다.

유생 단계는 성장과 변태를 위한 에너지를 얻는 행위에 특화되어 있다. 대부분 완전변태 곤충의 유생은 자라면서 여러 영(齡)이라 불리는 단계를 거친다. 유생은 각 영을 지날 때마다 탈피를 한다. 각 영의 유생은 비슷하게 보이지만 크기, 행동, 색, 털, 가시, 다리 수 등이 달라지곤 한다. 이러한 변화는 과변태(Hypermetamorphosis) 곤충에서 특히 잘 찾아볼 수 있다. 몇몇 곤충종의 유생은
전용(前蛹, Prepupa)이라는 마지막 단계를 거친다. 전용은 먹이를 먹이 섭취와 이동을 하지 않는다.

## 번데기
유생은 탈피를 통해 번데기 단계에 접어든다. 번데기는 정지되어 있고 먹이 섭취를 하지 않는 단계이다. 대부분 번데기는 매우 조금씩 움직일 수 있으나 여러 모기의 번데기는 활발하게 이동할 수 있다. 여러 완전변태 곤충종 유생은 번데기가 되기 전 안전한 장소로 이동하거나, 비단 심지어는 자신의 배설물로 고치를 싸는 등 자기 자신을 보호하기 위한 조치를 취한다. 번데기 속에서는 곤충의 생리나 신체 구조가 겉모습이든 속모습이든 완전히 변한다.
번데기는 피용(被蛹, obtect pupa), 나용(裸蛹, exarate pupa), 그리고 위용(圍蛹, coarctate pupa) 세 종류로 나뉜다. 피용은 번데기가 단단하게 굳어져 있으며 다리, 더듬이 등 부속기관이 밀착되어 있다. 나비가 되기 전 번데기인 크리설리스(Chrysalis)가 대표적이다. 나용은 부속기관이 자유롭게 뻗어있다. 위용은 유생 시절의 껍질 속에서 번데기가 발달한다.

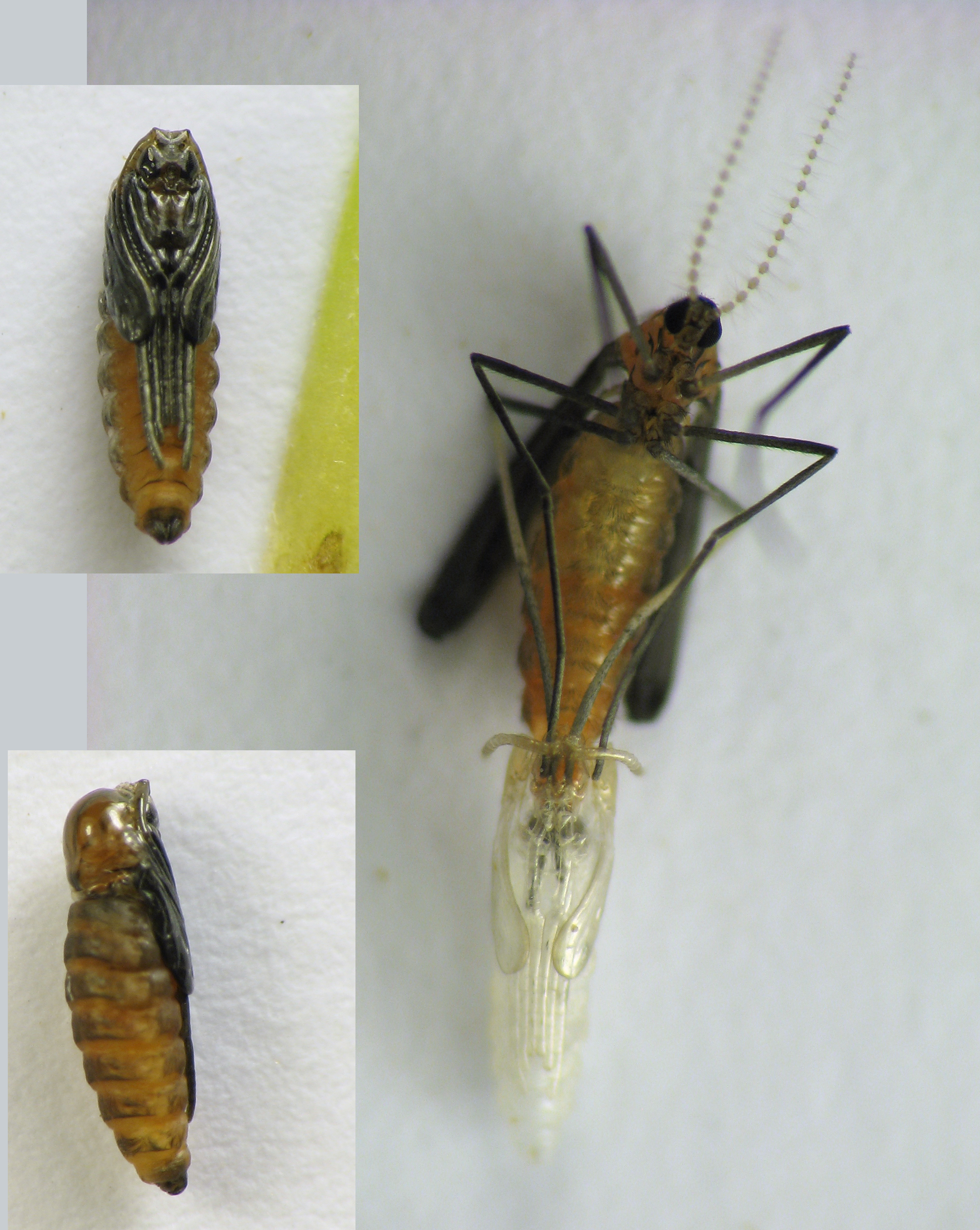
Rhopalomyia solidaginis의 번데기와 탈피하는 어른벌레.

## 어른벌레
완전변태 곤충 생물기의 마지막 단계는 어른벌레다. 어른벌레는 대체적으로 날개를 달고 있으며 생식기관이 발달해 있다. 대부분 어른벌레는 번데기에서 탈피한 후 매우 조금 성장한다. 어떤 곤충종은 어른벌레가 먹이 섭취를 하지 않으며 오직 짝짓기와 산란만 하고 죽는다. 어떤 종은 몇몇 신체부위를 제외하고는 세포분열을 전혀 하지 않는다. 보통 어른벌레가 섭취한 영양분은 내부 생식기관을 발달시키는데 사용된다.

## 완전변태에 대한 진화론적 배경
지금까지 알려진 현대의 전체 생물종 약 45%에서 60%가 완전변태 동물이다. 이러한 곤충의 미성숙종과 어른벌레는 서로 다른 먹이를 섭취하는 등 다른 생태적 지위를 차지한다. 이 사실은 곤충의 형태와 생리학적으로 다양하고 특이한 진화를 이끌어낸 핵심적인 원인으로 생각된다.
가장 최신의 계통학적 연구에 따르면 완전변태 곤충은 모두 단계통군에 속하며, 이는 완전변태라는 진화가 역사상 단 한번만 일어났다는 사실을 암시한다. 계통학에 따르면 최초의 유시류(날개 있는 곤충) 생명체는 고생대에 나타났다. 약 3억 5천만년 전 석탄기 화석에서 이미 수많은 날개달린 곤충류가 나타난다. 이 화석 연구에 따르면 원시 무시류(날개 없는 곤충)와 유시류 모두 무변태 생물이었다. 석탄기가 종말을 맞고 페름기(약 3억년 전)가 시작되자 대부분 유시류 곤충은 님프(nymph)라는 미성숙 형태와 어른벌레 형태로 나눠지는 배아 이후 발달과정을 가지게 되었으며, 이는 불완전변태로 진화했다고 볼 수 있다. 최초의 완전변태 곤충으로 간주할 수 있는 화석은 약 2억 8천만년 전 페름기에 나타난다.

## 목
완전변태곤충에 속하는 목은 다음과 같다:
- 딱정벌레목
- 파리목
- 벌목 (곤충)
- 나비목
- 밑들이목
- 뱀잠자리목
- 풀잠자리목
- 약대벌레목
- 벼룩
- 부채벌레목
- 날도래목

## 같이 보기
- 탈피